# Terry Park
Terry Park (Liverpool, Inglaterra, 7 de fevereiro de 1957) é um ex-jogador de futebol que jogava como meio campista na cidade de Manchester. Ele jogou também nos Estados Unidos para os Fort Lauderdale Strikers (1977–83) de Fort Lauderdale e os Minnesota Kicks.